# Протагора
Протагора (грч. Πρωταγόρας, Абдера, око 480. или 481. п. н. е. — 411. п. н. е.) је био пресократски грчки филозоф, кога је Платон убрајао у софисте. Најзначајнији је представник софистике.
Верује се да је створио велике контроверзе током античких времена својом изјавом да „је човек мера свих ствари“, која по мишљењу неких филозофа, као што је Платон, значи да нема друге истине до оне коју појединци сматрају за истину. Та идеја била је револуционарна за то време и контрирала је другим филозофским доктринама које су тврдиле да је универзум заснован на нечем објективном, изван људског утицаја.

## Живот и филозофија
Протагора је рођен 486. п. н. е. у Абдери у северној Грчкој; умро је 411. п. н. е. Био је Демокритов ученик. По мишљењу многих стручњака први Грк који је сам себе назвао софистом. Као најзначајнији представник софистике, познат по свом релативизму и агностицизму, Протагора је један од првих проминентних заступника скептицизма. Четрдесет година је радио као плаћени мислилац и учитељ реторике. 444. п. н. е. Добио је налог од демократске Атине да формулише устав за један град на југу Италије који се звао Турија.
Протагора није сматрао да је политичко-друштвена стварност апсолутни појам (на пример савршена, најбоља и сл.), већ да ју је увек могуће мењати, односно побољшавати, у зависности од разумности људи.
Пред крај живота постао је жртва атичке демократије исто као и вајар Фидија, као и филозоф Анаксагора или као Сократ. Повод је био примедба коју је изјавио о боговима: «О боговима немам могућности да нешто знам, нити да они постоје, а нити да они не постоје, и још каквог су они облика; много тога спречава поуздано знање: нејасноћа саме ствари и краткоћа људског живота».
Постоје тврдње по којима је протеран из Атине, да су његове књиге спаљене на тргу и да се удавио у бури која је захватила његов брод.
Протагора је први заговарао да о свакој ствари постоје два супротна исказа, које је он и користио у својим закључцима. То је био поступак који је он први увео. Његова познати цитат, којим почиње једно од његових дела, је: „Мера свих ствари је човек“ (хомо — мензура — узречица, лат. homo, човек, лат. mensura, мера) «оних које јесу да јесу, а оних које нису да нису». Ова теза, која указује да су сва знања дело човека, стога и несавршена, уводила је одређену врсту толеранције међу различитим погледима на свет.